# Janice Loeb
Pour les articles homonymes, voir Loeb.
Janice Loeb est une documentariste américaine née le 6 décembre 1902 et morte le 18 février 1996 à La Nouvelle-Orléans (Louisiane).

## Filmographie
- 1948 : In the Street (en) (photographie, réalisation)
- 1948 : The Quiet One de Sidney Meyers (photographie, scénario, production)

## Nominations
- Oscars du cinéma 1949 : nomination pour l'Oscar du meilleur film documentaire (The Quiet One)
- Oscars du cinéma 1950 : nomination pour l'Oscar du meilleur scénario original (The Quiet One)